# Planinski travnjaci i šikare
Planinski travnjaci i šikare su biom definiran od strane World Wildlife Funda. U ovaj biom spadaju travnjaci i šikare koji se nalaze na velikim visinama, na primjer na planinama i visoravnima.
Planinski travnjaci i šikare koji se nalaze iznad linije gdje drveće opstaje se obično nazivaju alpskom tundrom. Ispod linije drveća se nalaze subalpski travnjaci i šikare. Zakržljale subalpske šume se nazivaju krummholz i pojavljuju se odmah ispod linije drveća, gdje loši uvjeti, mnogo vjetra i siromašno tlo stvaraju šume patuljastog i kvrgavog drveća koje sporo raste.
Planinski travnjaci i šikare, posebno u suptropskim i tropskim regijama, su često evoluirali kao virtualni otoci, odvojeni od drugih planinskih regija toplijim i nižim prostorima, i često su dom mnogim prepoznatljivim endemičnim biljkama koje su evoluirale kako bi se oduprijele hladnoj i vlažnoj klimi s mnogo tropskog sunca. Karakteristične biljke ovih staništa pokazuju prilagodbe poput oblika rozete, površine slične vosku i dlakavih listova. Jedinstvena osobina mnogih vlažnih tropski planinskih regija je prisutnost divovskih biljaka sa strukturom rozete iz raznih porodica, poput Lobelia (afrički tropi), Puya (Neotropi), Cyathea (Nova Gvineja) i Argyroxiphiuma (Havaji).
Najekstenzivniji planinski travnjaci i šikare se mogu naći u neotropskom Paramou u Andima. Ovaj biom se također nalazi i u planinama istočne i srednje Afrike, na planini Kinabalu na Borneu, na najvišim mjestima Zapadnih Gata na jugu Indije i na središnjim visinama Nove Gvineje.
Tamo gdje su uvjeti suši, može se naći planinske travnjake, savane i šume, kao u Etiopskoj visoravni i stepe, poput stepa na Tibetskoj visoravni.

## Vanjske poveznice
- više o ovom biomu  Arhivirana inačica izvorne stranice od 9. prosinca 2009. (Wayback Machine)